# 巴纳德学院
巴纳德学院（英語：Barnard College）是美国的一所私立女子文理学院，七姐妹学院之一。创建于1889年，1900年起隶属于哥伦比亚大学，但仍保有独立的董事会与财政机构，而学士学位则由哥伦比亚大学授予。学校位于纽约曼哈顿晨边高地，占地面积约4英亩。校名则是以原哥伦比亚学院（现哥伦比亚大学）院长F·A·P·巴纳德的名字命名的。

## 校友
- 康有为之女、社会活动家康同璧。[8][9]
- 哥伦比亚大学首位华人女博士，《中国经济史：关于农业》作者，美国华人社会活动家李美步[10]
- 美国哈莱姆文艺复兴时期的人类学家，民俗学家，作家佐拉·尼尔·赫斯顿[11]
- 生物化学博士，洛克菲勒研究所首位女性研究院罗尔夫（英语：Ida Rolf）[12]
- 精神分析学家，哈莱姆第一家心理健康证所创办者Elizabeth Bishop Davis Trussel[13]
- 首位发现镰状细胞性贫血的血液病学家，美国医师协会的第一位女主席，美国加州大学圣地亚哥分校医学系的第一位女系主任海伦·兰尼（英语：Helen Ranney）[14]
- 美国唯一一位拥有内科、血液学、内分泌学和新陈代谢委员会认证的医生，美国妇女健康委员会首任主席，被誉为美国“妇女健康教母”物理学家莉拉·沃尔斯（英语：Lila Wallis）[15]
- 细胞生物学家Eva Neer（英语：Eva Neer）[16]
- 首位获得美国化学学会纯化学奖的女性，现任加州理工学院化学与化学工程系教授，化学家杰奎琳·巴顿[17]
- 美国知名企业家，富商与著名专栏作家瑪莎·史都華[18]
- 电影《芭比》和《小妇人》的导演葛莉塔·葛薇
- 《了不起的麦瑟尔夫人》的原型瓊·瑞佛斯，美国知名喜剧演员，主持人
- 2025年北京协和中日友好医院丑闻肖飞董袭莹事件当事人之一董袭莹